# Sokule Drugie
Sokule Drugie – osada leśna w Polsce położona w województwie mazowieckim, w powiecie żyrardowskim, w gminie Wiskitki.
W latach 1975–1998 miejscowość należała administracyjnie do województwa skierniewickiego.